# Megapodius cumingii
Megapodius cumingii е вид птица от семейство Megapodiidae.

## Разпространение
Видът е разпространен в Индонезия, Малайзия и Филипините.